# Shōwa Kenkyūkai

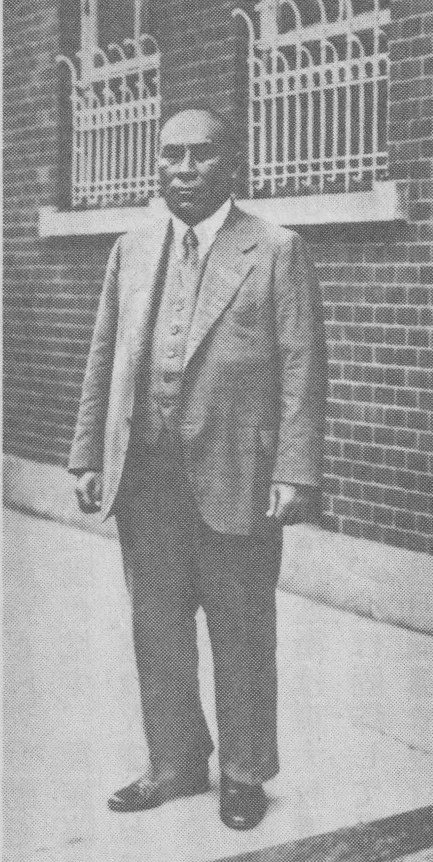
Ryunosuke Goto, 1960.

La Shōwa Kenkyūkai (昭和研究会 Asociación de Investigación Shōwa) fue un think tank en el Imperio del Japón antes de la guerra.

## Historia y antecedentes
La Shōwa Kenkyūkai se estableció en octubre de 1930 como una organización informal dirigida por Ryūnosuke Gotō, con la intención original de revisar y evaluar los problemas con la Constitución Meiji y el proceso político actual. Gotō era un amigo íntimo y compañero político de Fumimaro Konoe, quien esperaba que el grupo de estudio generara ideas innovadoras para una reforma política, y Gotō llamó a Masamichi Rōyama, un científico político de la Universidad Imperial de Tokio para encabezar la asociación.
Los miembros en la Shōwa Kenkyūkai fueron intencionalmente muy diversos para evitar un sesgo sistemático. Incluía destacados académicos, periodistas, banqueros, socialistas, militaristas, empresarios y líderes de organizaciones juveniles. Establecida específicamente como una organización de intelectuales, la Shōwa Kenkyukai excluyó a los burócratas y políticos desde el principio. Muchos de los miembros habían sido considerados marxistas e izquierdistas. Cuando el grupo se disolvió en 1940, había involucrado, en su apogeo, a unos trescientos intelectuales cada año en su trabajo.
En 1936, escindió un Shina-mondai Kenkyūkai (Grupo de Estudio de los Problemas de China), y en 1938 formó un Bunka Kenkyūkai (Grupo de Estudio Cultural) para tratar los aspectos culturales de las relaciones entre Japón y China. En julio de 1938, también estableció la Shōwa Dōjinkai (Asociación de Camaradas Shōwa), que reunió a burócratas de nivel medio, líderes empresariales y políticos para difundir las ideas que estaba desarrollando. En noviembre de ese año estableció una escuela, la Shōwajuku (Academia Shōwa), para capacitar a los sucesores en sus métodos.
Las discusiones sobre el futuro sistema político de Japón después de la victoria proyectada en la segunda guerra sino-japonesa dominó los debates después de 1937. La Shōwa Kenkyūkai fue una fuerte defensora del panasianismo, en la cual imaginó que Japón tomaría el papel principal y su tesis influyó en Konoe acerca de su declaración del Nueva Orden en Asia Oriental de noviembre de 1938, y formó parte de las bases teóricas de la Esfera de Coprosperidad de la Gran Asia Oriental. Políticamente, los Shōwa Kenkyūkai decidieron que la democracia liberal estaba obsoleta y que la Dieta de Japón debía reemplazarse con una asamblea nacional corporativista en la que la membresía se basaría en la ocupación y que dirigiría la economía estatal de control socialista.
Algunos miembros también promovieron la futura integración política de Japón y China, y previeron un bloque económico unificado que abarcaría toda Asia.
La Shōwa Kenkyūkai fue absorbida voluntariamente por el Movimiento del Nuevo Orden de Konoe y el Taisei Yokusankai en noviembre de 1940.

## Literatura
- Tomohide Ito: Militarismus des Zivilen in Japan 1937–1940: Diskurse und ihre Auswirkungen auf politische Entscheidungsprozesse, (Reihe zur Geschichte Asiens; Bd. 19), München: Iudicium Verlag 2019